# Shigemaru Takenokoshi
Shigemaru Takenokoshi, född 15 februari 1906 i Oita prefektur, Japan, död 6 oktober 1980, var en japansk fotbollsspelare.